# Calyptotheca biavicularia
Calyptotheca biavicularia är en mossdjursart som beskrevs av Canu och Bassler 1929. Calyptotheca biavicularia ingår i släktet Calyptotheca och familjen Parmulariidae. Inga underarter finns listade i Catalogue of Life.